# Сандмо, Агнар
Агнар Сандмо (англ. Agnar Sandmo; 9 января 1938, Тёнсберг, Норвегия — 31 августа 2019,) — норвежский экономист, эмерит-профессор экономики Норвежской школы экономики.

## Биография
Агнар родился в норвежском городке Тёнсберг в 9 января 1938 года, затем переехал в Берген в 1958 году.
Получил степень бакалавра по экономики в 1961 году, магистерскую степень в 1966 году и докторскую степень по экономике в 1970 году в Норвежской школе экономики. Тема докторской диссертации о сбережениях и инвестициях в условиях неопределенности.
Служил в должности капрала в штабе Адмиралтейства Военно-морских сил Норвегии в 1961—1963 годах, затем сержантом в гвардии внутренних войск в 1965—1973 годах.
Свою преподавательскую деятельность начинал в должности аспиранта в 1963—1966 годах, затем был ассистентом профессора по экономике в 1966—1971 годах, профессором экономики в 1971—2007 годах в Норвежской школе экономики. В 2007 году вышел в отставку, став эмерит-профессором в Норвежской школе экономики.
По совместительству был проректором Норвежской школы экономики в 1985—1987 годах, приглашённым научным сотрудником в Йельском университете в 1964—1965 годах, приглашённым научным сотрудником в Католическом университете Лувена (CORE) в 1969—1970 годах, приглашённым профессором в Эссексом университете в 1975—1976 годах, приглашённым учёным в Национальном бюро экономических исследований в июне-августе 1980 года, приглашенным иностранным ученым в Королевском университете в июне 1981 года, старшим научным сотрудником в Норвежском исследовательском центре организации и управления в 1987—1992 и 1997—2001 годах, научным сотрудником Института перспективных исследований Университета Индианы в апреле—мае 1993 года, научным консультантом Фонда исследований в области экономики и делового администрирования в 1993—2007 годах.
Был членом Совета по ценам на нефть шведской правительственной экономической комиссии в 1976—1980 годах, членом правительственного комитета по приоритетам в области здравоохранения в 1996—1997 годах, председателем Правительственной экспертной комиссии по инвестиционной политике нефтяного фонда в 2004 году.
Член Эконометрического общества в 1976—2019 годах, иностранный член Шведской королевской академии наук в 1985—2019 годах, член Норвежской академии наук в 1984—2019 годах, член Европейской академии в 1988—2019 годах, член Королевской норвежской академии наук и литературы в 1999—2019 годах, иностранный член Национальной академии наук США в 2009—2019 годах.
Агнар Сандмо скончался 31 августа 2019 года.
Семья
Был женат на Тоне Сандмо (урожденной Свердруп), у них родилось трое детей: Эрлинг Сандмо (род. 1963), Ингер (род. 1966), Сигурд Сандмо (род. 1971).

## Награды
За свои достижения был неоднократно отмечен наградами:
- 1990 — президент Европейской экономической ассоциации[англ.];
- 1991 — премия от Норвежской школы экономики «за выдающиеся исследования»;
- 1997 — почётный доктор Университета Осло;
- 1997 — орден Святого Олафа (рыцарь первой степени);
- 1999 — премия от Норвежской школы экономики «за выдающееся преподавание»;
- 2002 — премия Мёбиуса от Норвежского исследовательского совета[англ.] «за выдающиеся исследования»;
- 2008 — почётный доктор Уппсальского университета;
- 2009 — премия Фритьофа Нансена от Норвежской академии наук «за выдающиеся исследования»;
- 2009 — европейская премия пожизненных достижений в области экономики окружающей среды от Европейской ассоциации экономистов окружающей среды и ресурсов[англ.] (EAERE);
- 2017 — приз «за лучшую статью в 2016 году» в томе Samfunnsøkonomen от Норвежской ассоциации экономистов.

Память
В честь Агнара Сандмо ежегодно проводятся лекции о государственной политики в Норвежской школе экономики с 2008 года и назначается ежегодная премия Агнара Сандмо «для особо перспективных молодых исследователей в возрасте до 40 лет» с 2008 года.